# دولگالاخ
دولگالاخ (به لاتین: Dulgalakh) یک رود در روسیه است که در یاقوتستان واقع شده‌است.